# Apertura (morfologia)

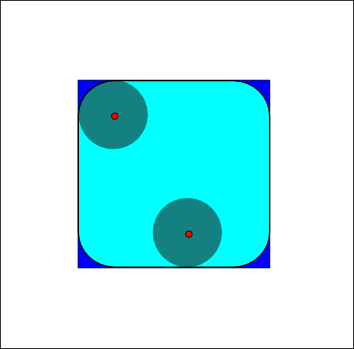
L'apertura della forma blu scura da un disco,risultante nel quadrato azzurro con gli angoli.

In morfologia matematica, l'apertura di un insieme di (immagine binaria) A da un elemento strutturale B corrisponde alla dilatazione dell'erosione di quell'insieme,
{\displaystyle A\circ B=(A\ominus B)\oplus B,\,}
dove {\displaystyle \ominus } e {\displaystyle \oplus } sono le operazioni di erosione e dilatazione, rispettivamente.
Nell'Elaborazione digitale delle immagini, la chiusura è, insieme all'apertura, un segnale basico di rimozione morfologico. L'apertura rimuove piccoli oggetti, mentre la chiusura rimuove piccoli buchi.

## Proprietà
- È idempotente, {\displaystyle (A\circ B)\circ B=A\circ B}.
- È incrementale,{\displaystyle A\subseteq C}, poi {\displaystyle A\circ B\subseteq C\circ B}.
- È anti-estensiva, i.e., {\displaystyle A\circ B\subseteq A}.
- È Invariante alla traslazione.